# Bucher Bräu
Der Bucher Bräu ist eine Bierbrauerei im niederbayerischen  Grafenau, einer Stadt im Landkreis Freyung-Grafenau. Die Brauerei hatte 2008 eine Jahresproduktion von 11.000 Hektolitern, zu ihr gehört auch ein Bräustüberl mit Biergarten.

## Geschichte
Bereits seit 1843 gibt es die Brauerei, gegründet in der Freyunger Straße 7 durch den Gastwirt Josef Rosenlehner. Seit 1863 befindet sie sich im Familienbesitz. Im Lauf der Jahre wurden Brauereiteile immer wieder erneuert, 1982 im Zusammenhang mit dem Umzug an den heutigen Standort die gesamte Brauerei neu errichtet.

## Produkte

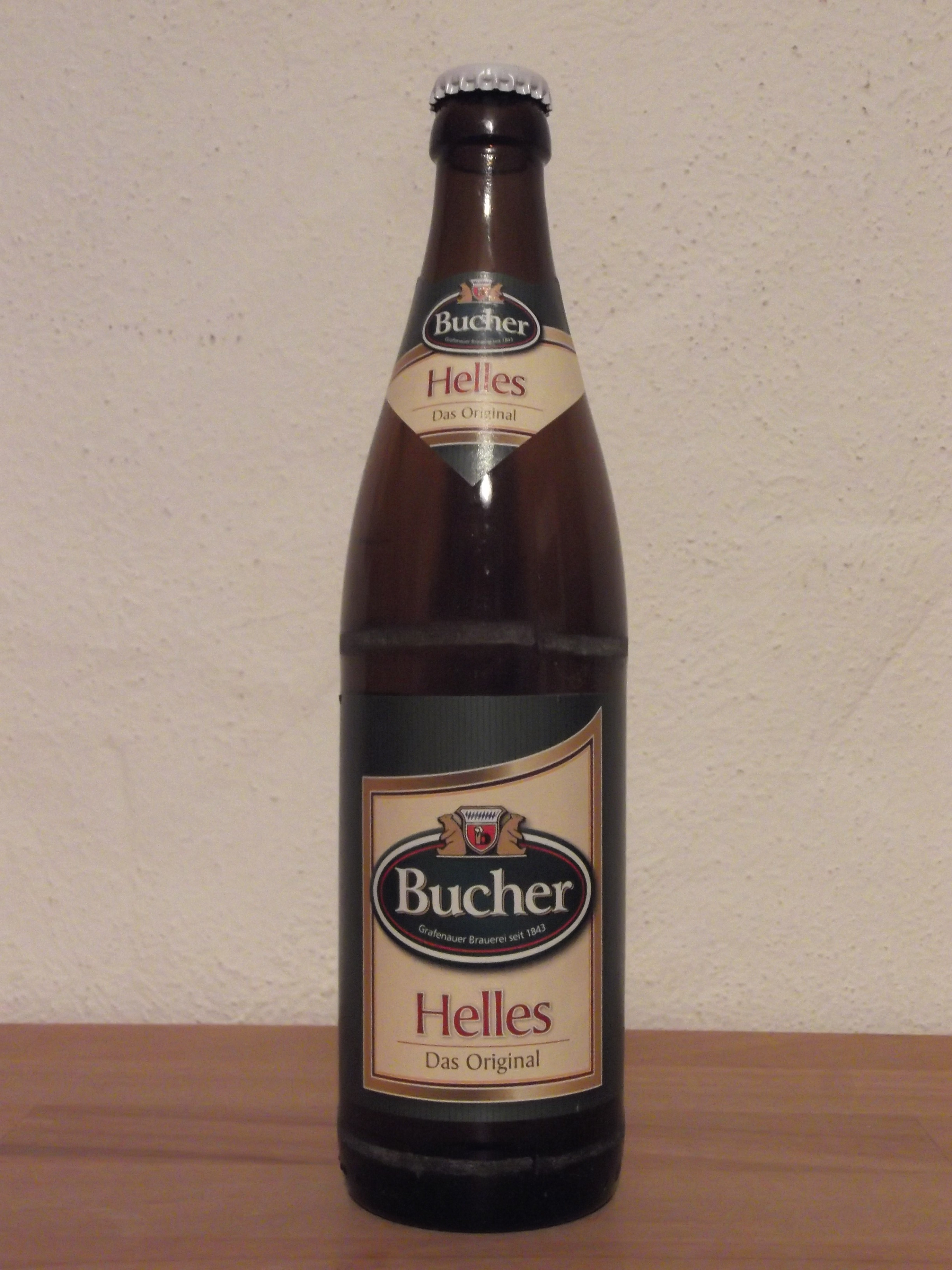
Bucher Helles

Die Produktpalette umfasst die Biersorten Bucher Hell, Alt-Bayrisch Dunkel, Pils, Hefe Weizen Hell, Dunkles Weizen, Leichtes Weizen, Bären Gold, Bären Bock, Bucher Festbier, Radler, Goaßerl, Goaßerl Lemon, Goaßerl Cola Weizen und Goaßerl Bock.
Daneben werden 24 alkoholfreie Getränke wie Limonaden, Schorlen, Säfte und Mineralwasser produziert.
Abgefüllt wird sowohl in Kronkorkenflaschen (Biere) als auch Schraubverschlussflaschen (alkoholfreie Getränke).

## Sonstiges
Die Brauerei ist Mitglied im Brauring, einer Kooperationsgesellschaft privater Brauereien aus Deutschland, Österreich und der Schweiz.